# Срібло (мінералогія)
Срібло — у мінералогії — частина назви ряду мінералів.
Розрізняють:
- срібло арсенисте (гунтиліт — арсенід срібла AgAs);
- срібло бромисте (бромаргірит);
- срібло бромойодисте (хлораргірит бромистий);
- срібло бромохлористе (хлораргірит бромистий);
- срібло бісмутисте (чиленіт — різновид срібла, що містить до 5 % Ві; знайдений у руднику Сан-Антоніо, родов. Копіапо, Чилі);
- срібло гірке молочне (хлораргірит); срібло гусинокальне (1. Суміш оксидів заліза, стибію і арсену; 2. Суміш глини, асболану та хлораргіриту); срібло живе (ртуть);
- срібло золотисте (електрум);
  - срібло золотисте телуристе (застаріла загальна назва петциту і сильваніту);
  - срібло золотисте телуро-бісмутове (суміш телуробісмутиту з геситом);
- срібло йодисте (йодаргірит);
  - срібло йодисте живе (кокциніт — йодиста ртуть, HgJ2);
- срібло йодисто-бромисто-хлористе (застаріла назва хлораргіриту бромистого, бромаргірит йодистий);
- срібло йодо-бром-хлористе (хлораргірит бромистий);
- срібло котяче (вивітрілий мусковіт у вигляді білих плям і штрихів, за зовнішнім виглядом схожий на срібло);
- срібло мідисте (різновид срібла, яка містить до 10 % Cu);
- срібло молібденове (верліт — телурид бісмуту Bi2-xTe3-х, домішки Ag);
- срібло рогове (хлораргірит);
- срібло ртутисте (різновид срібла, яка містить до 30 % Hg);
- срібло рубінове (1. прустит; 2. піраргірит);
- срібло самородне;
- срібло свинцеве водне (верліт, що містить срібло);
- срібло селенисте (науманіт);
- срібло селено-мідисте (евкайрит — мінерал складу CuAgSe);
- срібло селено-свинцеве (суміш ґаленіту з науманітом);
- срібло сіре (суміш арґентиту з доломітом і сріблом);
- срібло сірчисте (загальна назва акантиту й арґентиту);
- срібло склувате (акантит);
- срібло стибіїсте (дискразит — мінерал, антимоніт срібла Ag3Sb);
- срібло телуристе (1. гесит; 2. петцит);
- срібло телуро-бісмутисте (суміш тетрадиміту з арґентитом);
- срібло телуро-бісмуто-золотисте (суміш тетрадиміту з арґентитом);
- срібло телуро-золотисте (1. сильваніт; 2. петцит);
- срібло хлористе (хлораргірит);
- срібло хлоро-бромисте (1. Хлораргірит. 2. Емболіт — хлорид-бромід срібла координаційної будови — Ag (Cl, Br));
- срібло цинкове (різновид срібла з Сокольного рудника на Алтаї, який містить 1,12 % Zn); срібло червоне (1. прустит; 2. піраргірит);
- срібло чорне (стефаніт).